# Religions indoamericanes

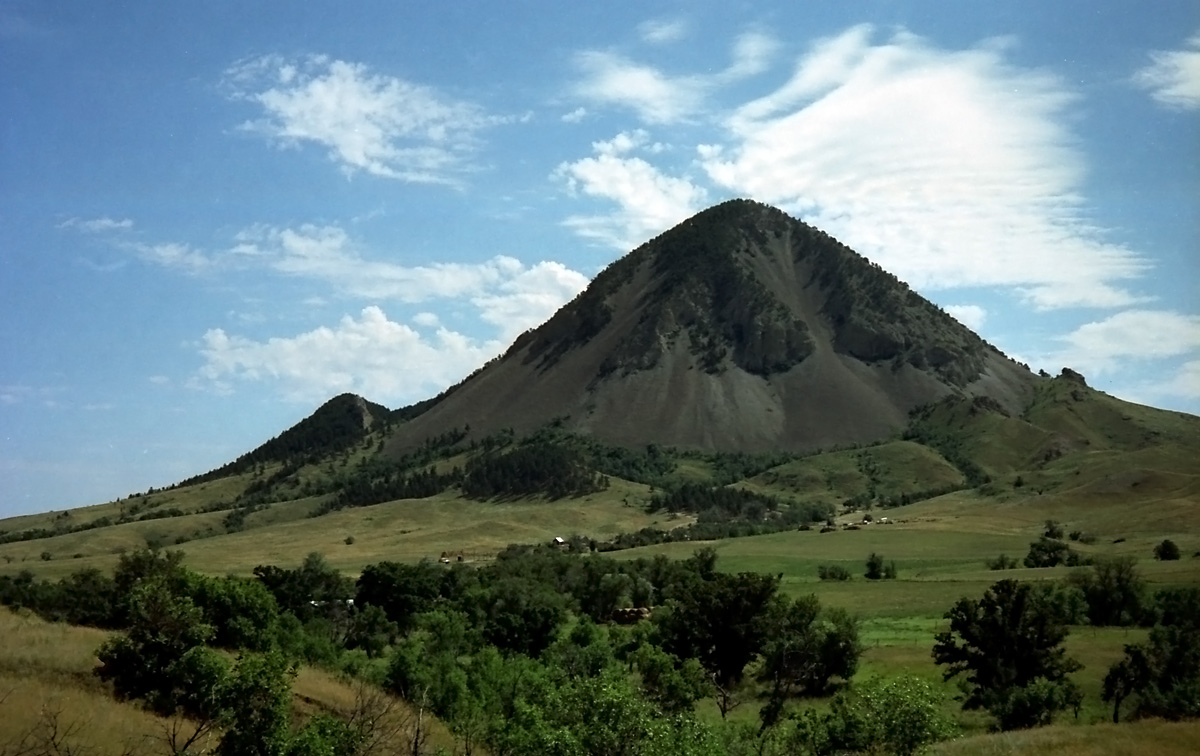
Bear Butte, a Dakota del Sud, és un lloc sagrat per a unes 30 tribus (Plains tribes).

Les Religions dels amerindis d'Amèrica, en anglès: Native American religions, són les pràctiques espirituals dels pobles indígenes d'Amèrica. Les seves cerimònies tradicionals poden variar amplament i estan basades en els diferents relats i creences de tribus, clans o bandes individuals. La seva teologia pot ser monoteista, politeista,, henoteista, animista, o en combinació. Les creences tradicionals solen ser transmeses en forma d'històries orals, relats, al·legories i principis, i es basen en l'ensenyament directe en la pròpia família i comunitat 

## Informació general
L'espiritualitat nativa precolombina a les Amèriques es va estendre sota les formes de l'animisme, el politeisme, l'ús de plantes per entrar en estats mentals o espirituals superiors, les danses o rituals especials, i un gran respecte pel benestar general de la tribu. Algunes d'aquestes pràctiques continuen avui en cerimònies tribals privades.
Des de la dècada de 1600, l'Europa catòlica i la protestant envien missioners per convertir a les tribus americanes al cristianisme. Algunes d'aquestes conversions, en l'Amèrica anglòfona, es van produir a través dels esforços de cooperació del govern i de les esglésies cristianes que de forma forçada van separar els nens amerindis de les seves famílies en un sistema regit pel govern/estat cristià a través dels internats pels amerindis també conegut sota el nom d'“escoles residencials”, o en anglès: American Indian boarding schools o The Residential Schools on s'ensenyava als nens nadius creences cristianes europees, els valors del corrent principal de la cultura blanca, i l'idioma anglès. Aquesta conversió forçosa i la supressió de les llengües i cultures indígenes van continuar a través de la dècada de 1970.
Formant part de la supressió per part del govern dels Estats Units de les religions indígenes tradicionals, la majoria de les formes cerimonials van ser prohibides durant més de 80 anys per una sèrie de lleis federals dels Estats Units que entre d'altres van prohibir la Dansa del Sol (Sun dance) i la sudació. (Sweat Lodge). Aquesta persecució governamental va continuar fins a l'any l 1978 amb l'aprovació de l'American Indian Religious Freedom Act (AIRFA).
Alguns antropòlegs no indígenes estimen que la pertinença a religions tradicionals meríndiesal segle xxi pot ser d'aproximadament 9.000 persones. Aquesta estimació necessàriament ha se ser més baixa que el nombre real de practicants de les cerimònies tradicionals. Actualment alguns llocs sagrats de les religions ameríndies estan protegits legalment.

## Principals religions ameríndies

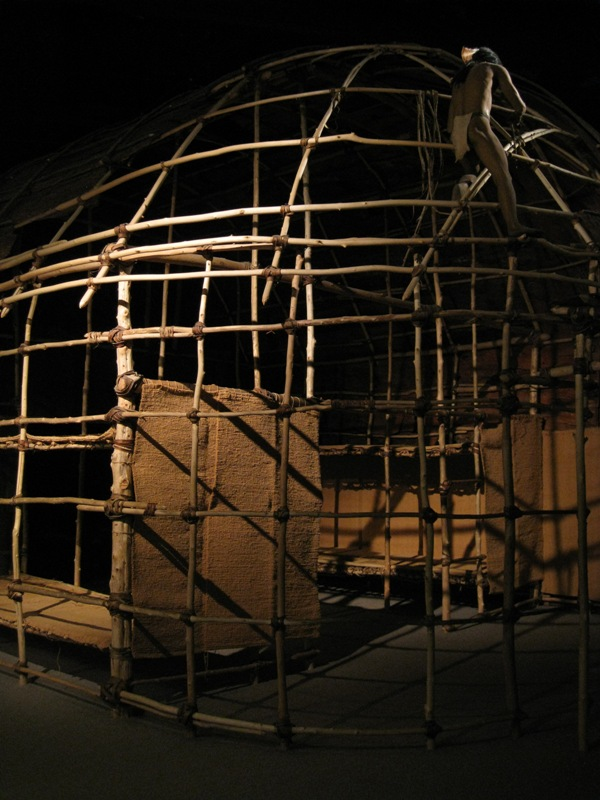
Lonhouse iroquesa

Símbol mesoamericà de l'Ometeotl.

Religió bole-maruLa religió bole-maru va ser un moviment de revitalització de les ètnies maidu, pomo, wintun, i altres tribus del centre-nord de Califòrnia al segle XIX. Bole és una paraula de l'idioma wintun i maru pertany a l'idioma dels pomo; ambdues es refereixen als somnis dels medicine man. Fan sincretisme de les creences tradicionals, el cristianisme i guies ètiques amb les revelacions pels somnis jugant un paper central.
CristianismeEls missioners europeus van estendre el cristianisme, amb missions i escoles, entre els amerindis. S'ha donat un sincretisme de les seves creences tradicionals i el cristinisme, com amb la Native American Church.
Religió dream danceLa dream dance, és una revitalització religiosa dels klamath i modoc, evolucionant des de la ghost dance i earth lodge religion. Implica el poder dels somnis i les visions de la mort.
Religió drumLa drum religion, també coneguda com la "big drum", "drum dance", o "dream dance", es va originar al voltant de 1890 entre l'ètnia santee dakota (o eastern dakota). Es va estendre des de les tribus de la regió occidental del Grans Llacs d'Amèrica del Nord fins altres tribus ameríndies com els anishinaabemowin (chippewa), meskwaki (fox), kickapoo, menominee, potawatomi, Ho-Chunk (winnebago) i d'altres. Va ser un moviment de revitalització per encoratjar la unitat dels amerindis mitjançant rituals ./>
Religió earth lodge
L'earth lodge religion va ser fundada per tribus del nord de Califòrnia i el sud d'Oregon com els wintun. Es va estendre als achomawi, shasta i siletz, entre d'altres. També és coneguda com la "warm house dance" entre els pomo. és similar a la ghost dance.
Religió featherLa feather religion (religió de la ploma) es basa en les religions ameríndies anteriors shaker religion i la waashat religion. Va ser fundada l'any 1904 per Jake Hunt un medicine man klickitat. També rep el nom de feather dance o spinning religion. Es fan servir plomes sagrades durant les cerimònies.
Ghost dances

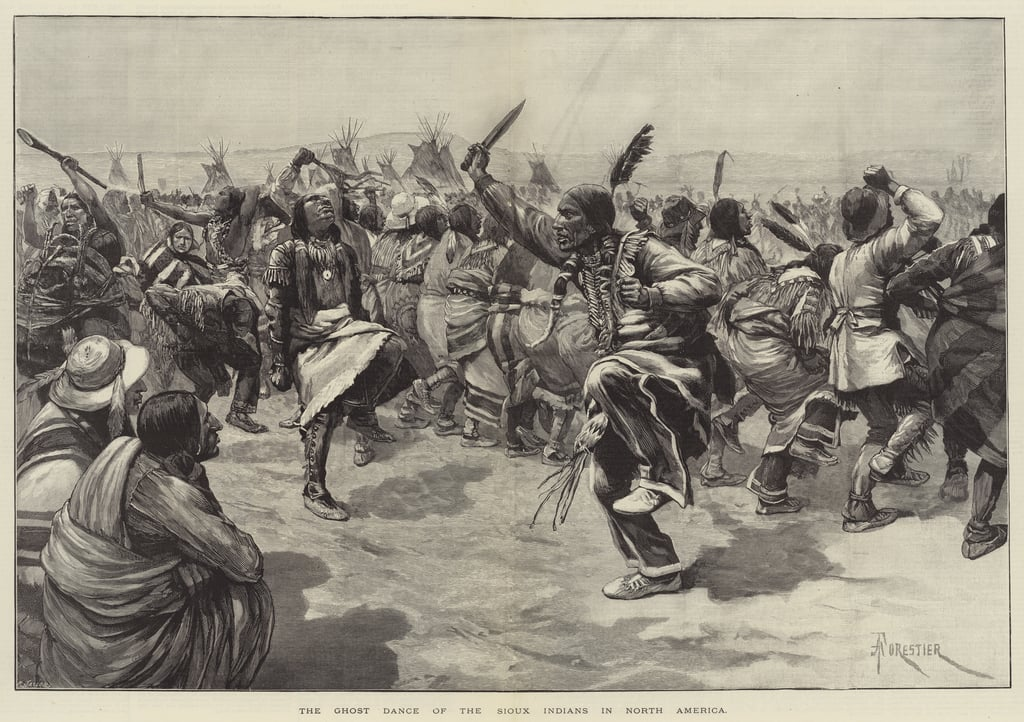
Les ghost dances dels sioux (1891) van influir en moltes religions dels amerindis

"Ghost dance" (dansa de l'esperit) és un terme molt general que engloba diferents moviments de revitalització religiosa de l'Oest dels Estats Units. L'any 1870, una ghost dance va ser fundada pel profeta paiute Wodziwob, i el 1889–1890, una religió ghost dance la va fundar el Wovoka (Jack Wilson), Les pràctiques de la ghost dance es fan servir per connectar el mort en espera de la seva resurrecció./>
indian shaker religionTambé coneguda com a tschadam, la indian shaker religion va ser influïda per la waashat religion i va ser fundada per John Slocum, un membre de Squaxin Island.Els seus rituals inclouen sacsejaments (shaker) Aquesta religió combina el cristianisme amb els ensenyaments tradicionals amerindis. Avui dia es practica a la Indian Shaker Church.
Longhouse ReligionLa longhouse religion va ser fundada el 1799 pels iroquesos seneca Handsome Lake, La seva doctrina és el Gaiwiio, o "Bona Paraula". El gaiwiio combina elements del cristianisme amb creences iroqueses. Actualment encara es practica aquesta religió.
MexicayotlMexicayoal (és una paraula nahuatl que significa "essència del poble mexicà", "mexicanitat"; revitalitza tradicions asteques i mexica.
Es va originar a la dècada de 1950. Els seus rituals inclouen el mitotiliztli. Els seus seguidors reben el nom de mexicatl (singular) i mexicah (plural), o simplement mexica, són en la seva majoria urbans o suburbans.

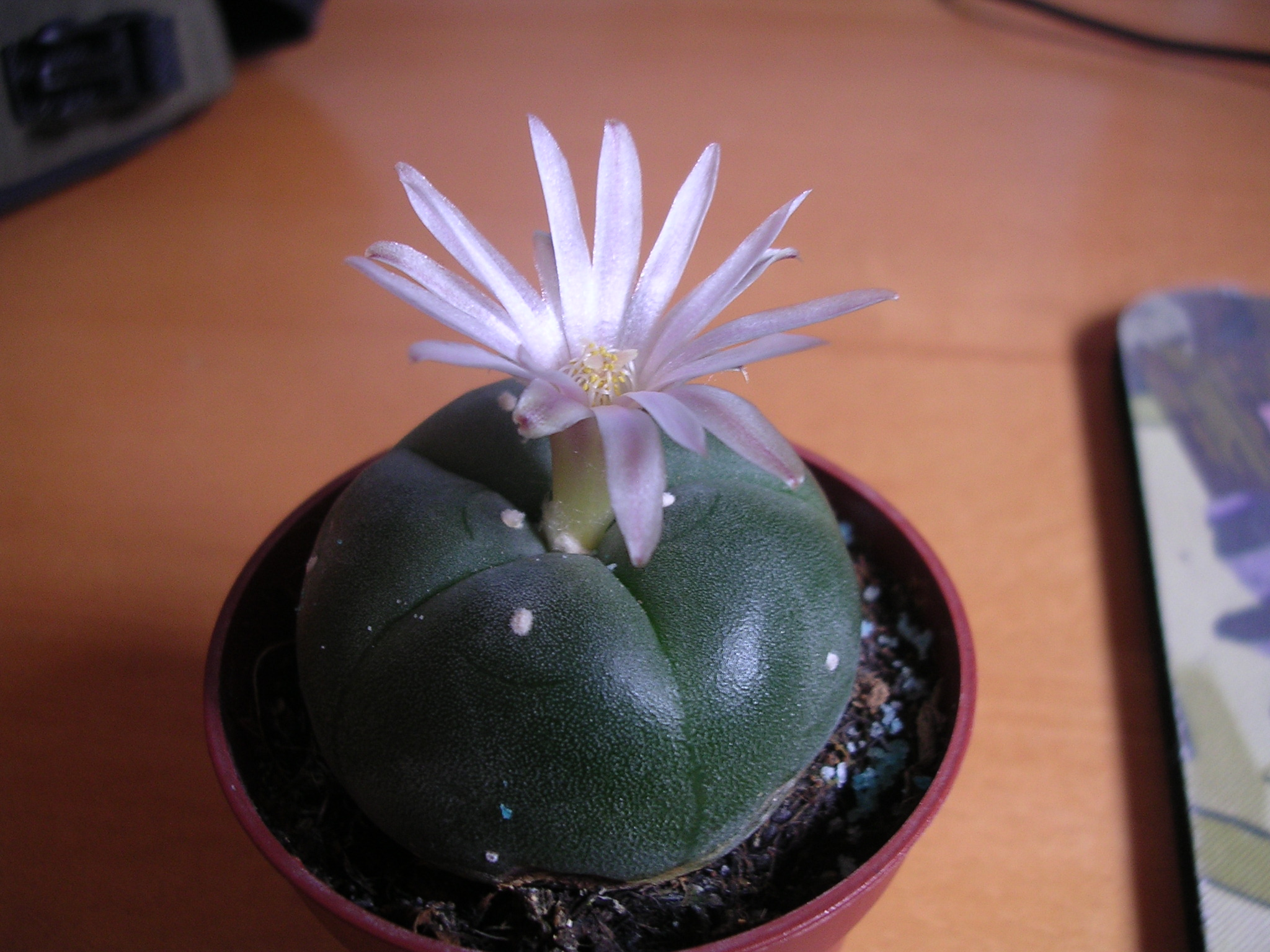
Legalment l'ús del peiot està reservat als amerindis

Religió peyoteLa religió peyote, en anglès també dita "peyote cult", "peyote road", i el "peyote way", implica l'ús ritual de peiot. Aquest ritual, malgrat ser en part il·legal, s'ha estès des de Mèxic a Oklahoma i altres parts dels Estats Units. Notables membres de la Native American Church (NAC) inclouen a Quannah Parker, el fundador del NAC, i a Big Moon de la tribu Kiowa.
Waashat religionLa waashat religion o també dita: washani religion, longhouse religion, seven drum religion, sunday dance religion, prophet dance, i dreamer faith. Va ser fundada pel wanapum Smohalla (1815–1895) utilitzant les visions d'un somni.